# Ohlstadt
Ohlstadt è un comune tedesco di 3 277 abitanti, situato nel land della Baviera.